# Бегущий по лезвию 2099
«Бегущий по лезвию 2099» (англ. Blade Runner 2099) — предстоящий американский мини-сериал в жанре киберпанка, который станет частью франшизы «Бегущий по лезвию»». Стриминговая платформа Amazon Prime Video заказала производство мини-сериала в сентябре 2022 года.

## Сюжет
Действие мини-сериала в жанре киберпанка и антиутопии  происходит спустя 50 лет после событий, показанных в фильме «Бегущий по лезвию 2049». Сюжет сериала является «провокационным», но при этом сохраняющим «интеллект, темы и дух своих предшественников».

## В ролях
- Мишель Йео — Олуэн, репликант
- Хантер Шефер
- Том Берк
- Димитри Аболд
- Луис Гриббен
- Кейтлин Роуз Дауни
- Дэниел Ригби[англ.]
- Джонни Харрис[англ.]
- Эйми Леннокс
- Шейла Этим[англ.]
- Мэттью Нидем
- Маурицио Ломбарди

## Производство
В ноябре 2021 года Ридли Скотт сообщил, что сценарий пилотного эпизода к телесериалу «Бегущий по лезвию» уже написан. По его оценкам, сериал может состоять из десяти эпизодов. В феврале 2022 года стало известно название телесериала: «Бегущий по лезвию 2099». Силка Луиза стала шоураннером и исполнительным продюсером проекта. 15 сентября 2022 года компания Amazon заказала производство мини-сериала с «провокативным» сюжетом.
Переговоры о съёмках в сериале велись с Харрисоном Фордом, который вновь может исполнить роль Рика Декарда, которую он сыграл в фильмах «Бегущий по лезвию» и «Бегущий по лезвию 2049». В марте 2023 года стало известно, что Джереми Подесва станет исполнительным продюсером и режиссёром пилотного эпизода, однако позднее он отказался от участия в проекте, его заменил Джонатан ван Тюллекен, который станет исполнительным продюсером и режиссёром первых двух эпизодов. В мае 2024 года на одну из главных ролей была утверждена Мишель Йео, в июне — Хантер Шефер. В начале июля стало известно, что в сериале также снимутся Димитри Аболд, Луис Гриббен, Кейтлин Роуз Дауни, Дэниел Ригби, Джонни Харрис, Эйми Леннокс, Шейла Этим и Мэттью Нидем. В августе 2024 года к актёрскому составу присоединились Том Берк и Маурицио Ломбарди.
Съёмки телесериала должны были начаться 17 июля 2023 года в Белфасте и завершиться в начале 2024 года. Однако из-за забастовки сценаристов в США они были отложены на год. Позднее было решено провести съёмки не в Северной Ирландии, а в Чехии. Съёмки начались в июне 2024 года в Праге, позже они пройдут в Барселоне.